# Festival Internacional de Cinema de Berlim 1977
A 27ª edição anual do Festival Internacional de Cinema de Berlim foi realizado entre os dias 24 de junho a 5 de julho de 1977. O Urso de Ouro foi concedido ao filme soviético Voskhozhdeniye, dirigido por Larisa Shepitko.

## Júri
As seguintes pessoas foram anunciados como jurados do festival:
- Senta Berger (chefe do júri)
- Ellen Burstyn
- Helène Vager
- Rainer Werner Fassbinder
- Derek Malcolm
- Andrei Mikhalkov-Konchalovsky
- Ousmane Sembène
- Humberto Solás
- Basilio Martín Patino

## Filmes em competição
Os seguintes filmes competiram pelo prêmio Urso de Ouro:
| † | Vencedor do prêmio principal de melhor filme em sua seção |
| Título                                          | Diretor(es)                            | País                       |
| ----------------------------------------------- | -------------------------------------- | -------------------------- |
| Az ötödik pecsét                                | Zoltán Fábri                           | Hungria                    |
| Between the Lines                               | Joan Micklin Silver                    | Estados Unidos             |
| Camada negra                                    | Manuel Gutiérrez Aragón                | Espanha                    |
| Tsiklopŭt                                       | Christo Christov                       | Bulgária                   |
| Den pro mou lásku                               | Juraj Herz                             | Checoslováquia             |
| Die Eroberung der Zitadelle                     | Bernhard Wicki                         | Alemanha                   |
| Die Vertreibung aus dem Paradies                | Niklaus Schilling                      | Alemanha                   |
| Don's Party                                     | Bruce Beresford                        | Austrália                  |
| El anacoreta                                    | Juan Estelrich                         | Espanha · França           |
| Etuda o zkoušce                                 | Evald Schorm                           | Checoslováquia             |
| Feniks                                          | Petar Gligorovski                      | Iugoslávia                 |
| Grete Minde                                     | Heidi Genée                            | Alemanha · Áustria         |
| Herkulesfürdöi emlék                            | Pál Sándor                             | Hungria                    |
| Hitler - Eine Karriere                          | Joachim Fest · Christian Herrendoerfer | Alemanha                   |
| Jabberwocky                                     | Terry Gilliam                          | Reino Unido                |
| The Late Show                                   | Robert Benton                          | Estados Unidos             |
| Le diable probablement                          | Robert Bresson                         | França                     |
| Los albañiles                                   | Jorge Fons                             | México                     |
| Mama, ich lebe                                  | Konrad Wolf                            | Alemanha · União Soviética |
| L'Homme qui aimait les femmes                   | François Truffaut                      | França                     |
| Nickelodeon                                     | Peter Bogdanovich                      | Estados Unidos             |
| Ortsfremd... wohnhaft vormals Mainzerlandstraße | Hedda Rinneberg · Hans Sachs           | Alemanha                   |
| Porci con le ali                                | Paolo Pietrangeli                      | Itália                     |
| Sentimentalnyy roman                            | Igor Maslennikov                       | União Soviética            |
| Tenda dos Milagres                              | Nelson Pereira dos Santos              | Brasil                     |
| Voskhozhdeniye                                  | Larisa Shepitko                        | União Soviética            |
| Vdovstvo Karoline Žašler                        | Matjaž Klopčič                         | Iugoslávia                 |

## Prêmios
Os seguintes prêmios foram concedidos pelo júri:
- Urso de Ouro: Voskhozhdeniye de Larisa Shepitko
- Urso de Prata — Grande Prêmio do Juri: Le diable probablement de Robert Bresson
- Urso de Prata de Melhor Diretor: Manuel Gutiérrez Aragón por Camada negra
- Urso de Prata de Melhor Atriz: Lily Tomlin em The Late Show
- Urso de Prata de Melhor Ator: Fernando Fernán Gómez em El anacoreta
- Urso de Prata:
  - Herkulesfürdöi emlék de Pál Sándor
  - Los albañiles de Jorge Fons
- Prêmio FIPRESCI
  - The Ascent de Larisa Shepitko[4]
  - Perfumed Nightmare de Kidlat Tahimik[4]